# Floresta perenifólia higrófila costeira
A floresta perenifólia higrófila costeira ou floresta perenifólia latifoliada higrófila costeira é uma das subdivisões da mata atlântica, caracterizada pela alta densidade vegetal, com grande número de palmeiras, lianas, fetos e samambaias, alta pluviosidade e influência de um clima úmido marítimo. É encontrada na faixa litorânea que vai desde o Rio Grande do Norte até o Rio Grande do Sul, no Brasil. Esta subdivisão, porém, não é uma unanimidade entre os especialistas, e o termo já foi usado para descrever a mata atlântica como um todo.